# Lombe (Bas-Congo)
 (avril 2022).
Pour les articles homonymes, voir Lombe.
Lombe est une localité de la République démocratique du Congo, située dans la province du Bas-Congo.